# Stazione di Milano Quarto Oggiaro
La stazione di Milano Quarto Oggiaro è una fermata ferroviaria posta sulla linea Milano-Saronno; serve il quartiere di Quarto Oggiaro della città di Milano. La stazione si trova in realtà sull'antico territorio di Vialba, ma le fu assegnato il nome attuale poiché la zona è conosciuta oggi come Quarto Oggiaro.
È gestita da FerrovieNord, che la qualifica come stazione di tipo secondario.

## Strutture e impianti

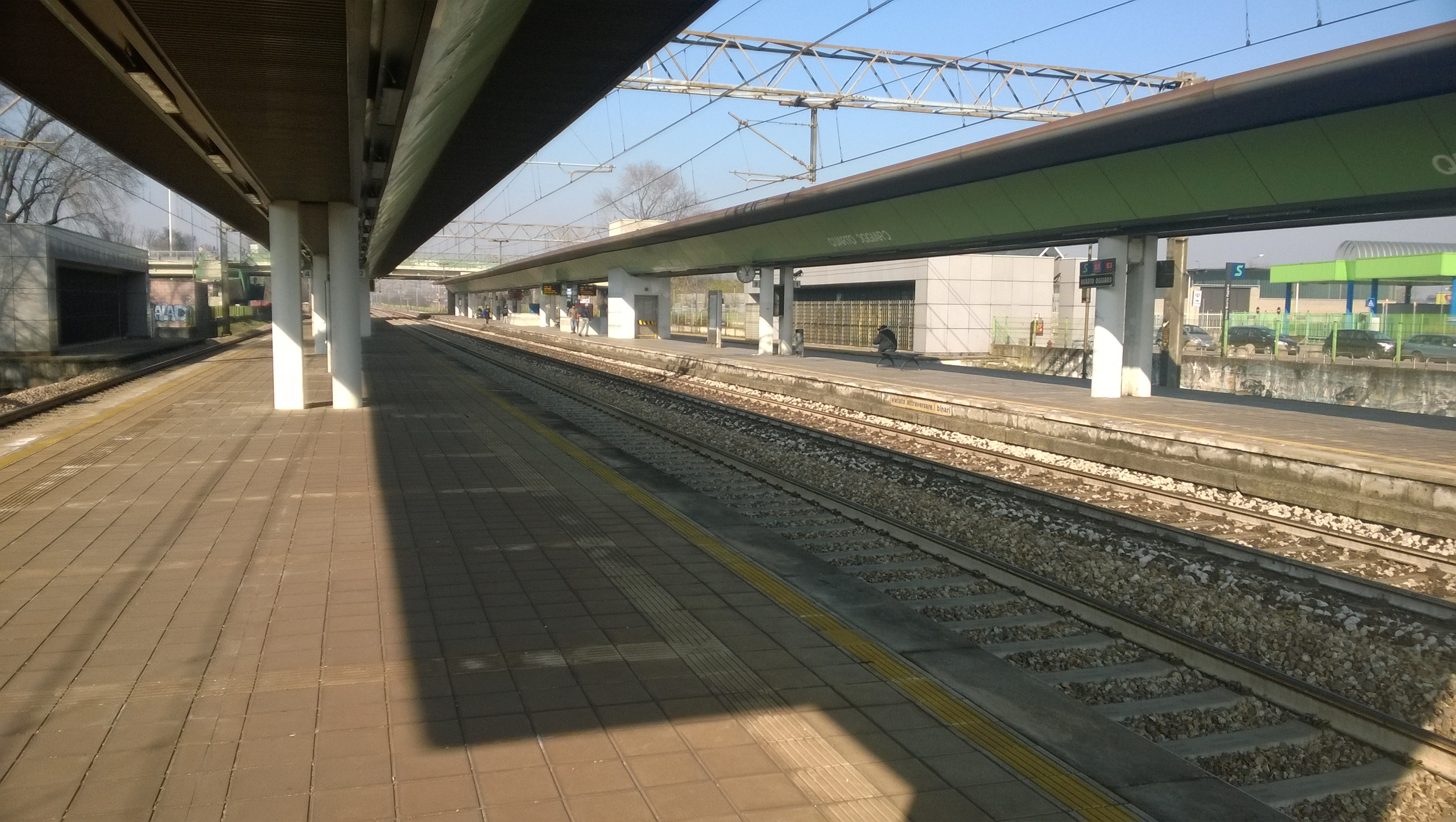
Le banchine della stazione di Milano Quarto Oggiaro

Si tratta di una fermata ferroviaria dotata di quattro binari passanti, serviti da due banchine ad isola, entrambe munite di pensiline.
L'impianto è dotato di rampe mobili, accanto alle due rampe di scale di uscita ed è inoltre dotata di due linee di ascensori: una che collega l'esterno della stazione al suo interno e l'altra che porta gli utenti al piano binari.

## Movimento
La stazione è servita dai treni delle linee S1 (Saronno-Milano-Lodi) ed S3 (Saronno-Cadorna) del servizio ferroviario suburbano di Milano. Entrambe le linee sono cadenzate a frequenza semioraria, ottenendo così sulla tratta comune una frequenza di un treno ogni 15 minuti.
Dal 10 giugno al 14 dicembre 2024 la stazione è stata servita anche da alcune corse feriali della linea S13 (Pavia-Milano-Garbagnate, che dal 15 dicembre 2024, nella tratta Milano-Garbagnate, ferma solamente a Bollate Centro).

## Servizi
- Biglietteria automatica
- Bar
- Scale mobili
- Ascensori
- Accessibilità per portatori di handicap

## Interscambi
- Fermata autobus